# Alpen-Steinkraut
Das Alpen-Steinkraut (Odontarrhena alpestris), auch Alpen-Steinkresse genannt, ist eine Pflanzenart aus der Gattung Odontarrhena innerhalb der Familie der Kreuzblütengewächse (Brassicaceae).

## Beschreibung

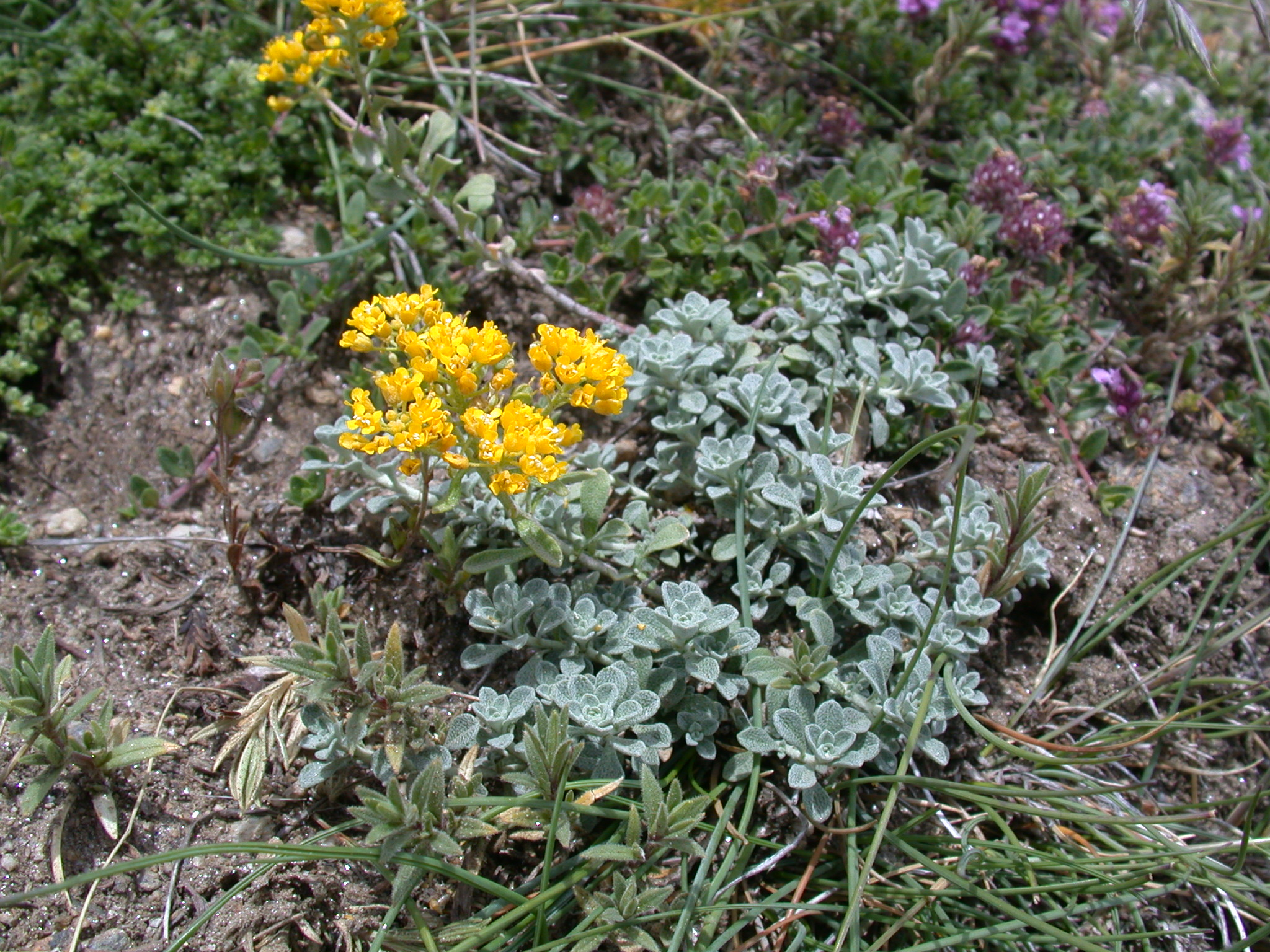
Habitus, Laubblätter und Blütenstände im Habitat

### Vegetative Merkmale
Das Alpen-Steinkraut ist eine ausdauernde krautige Pflanze, die Wuchshöhen von 5 bis 15 Zentimetern erreicht. Die aufrechten oder niederliegenden Stängel sind verzweigt und dicht sternhaarig.
Die einfache Blattspreite ist 0,4 bis 1 Zentimetern spatelförmig, verkehrt-eiförmig oder lanzettlich. Die Blattoberseite ist grau-grün und die -unterseite gelblich-weiß. Sie sind dicht sternhaarig und in den Grund verschmälert.

### Generative Merkmale
Die Blütezeit reicht in der Schweiz von Juli bis August. Der meist verzweigte, traubige Blütenstand enthält viele Blüten. Die aufrecht abstehenden Blütenstiele sind 1,5 bis 2 Millimeter lang und mit Sternhaaren bedeckt.
Die zwittrige Blüte ist vierzählig mit doppelter Blütenhülle. Die vier Kelchblätter sind bei einer Länge von meist 2 bis 2,4 (1,5 bis 2,5) Millimetern eiförmig bis länglich und im vorderen Teil weiß hautrandig. Die vier gelben Kronblätter sind bei einer Länge von meist 2 bis 3 (2,5 bis 3,4) Millimeter keilförmig mit gerundetem oberen Ende. Die längeren Staubblätter sind etwa 2 Millimeter lang und der Staubfaden ist unter sein oberes Ende geflügelt.
Die Schötchen stehen in verlängerten traubigen Fruchtständen auf aufrecht-abstehenden 3 bis 6 Millimeter langen Fruchtstielen. Die Schötchen sind bei einer Länge von 3,5 bis 5 Millimetern sowie einem Durchmesser von 2 bis 4 Millimetern fast kreisrund und mit Sternhaaren bedeckt. Der Griffel ist 0,5 bis 2 Millimeter lang. Jedes Fruchtfach enthält nur einen Samen. Die dunkelbraunen Samen sind bei einer Länge von 1,2 bis 3 Millimetern länglich und ungeflügelt oder nur auf einer Seite sehr schmal geflügelt.
Die Chromosomenzahl beträgt 2n = 16.

## Vorkommen und Gefährdung
Es gibt Fundortangaben für die europäischen Länder Spanien, Andorra, Frankreich, Italien, die Schweiz und Albanien. Das Alpen-Steinkraut kommt in der Schweiz nur in den westlichen Zentralalpen vor und wird dort in der Schweizer Rote Liste national 2016 mit EN = „endangered“ = „stark gefährdet“ bewertet.
Das Alpen-Steinkraut gedeiht in der Schweiz auf Felsen, im Steinschutt, in sonnigen Lagen der alpinen Höhenstufe in Höhenlagen von 2500 bis 3100 Metern. Es wächst in der Schweiz in Pflanzengesellschaften der inneralpinen Felsensteppe des Verbands Stipo-Poion.
Die ökologischen Zeigerwerte nach Landolt et al. 2010 sind in der Schweiz: Feuchtezahl F = 1 (sehr trocken), Lichtzahl L = 4 (hell), Reaktionszahl R = 3 (schwach sauer bis neutral), Temperaturzahl T = 2 (subalpin), Nährstoffzahl N = 1 (sehr nährstoffarm), Kontinentalitätszahl K = 4 (subkontinental).

## Systematik
Die Erstveröffentlichung erfolgte 1767 unter dem Namen (Basionym) Alyssum alpestre durch Carl von Linné in Mantissa Plantarum, S. 92. Die Neukombination zu Odontarrhena alpestris (L.) Ledeb. wurde 1841 durch Carl Friedrich von Ledebour in Flora rossica, Band 1, S. 142 veröffentlicht. Weitere Synonyme für Odontarrhena alpestris (L.) Ledeb. sind: Odontarrhena pyrenaica Jord. & Fourr., Odontarrhena saxatilis Jord. & Fourr., Adyseton alpestre (L.) Sweet.
Der Umfang einzelner Gattungen innerhalb der Tribus Alysseae wird kontrovers diskutiert. Eine Möglichkeit ist es, sich gegen eine sehr große Gattung Alyssum s. l zu entscheiden und viele Arten in mehrere kleinere Gattungen zu stellen. Nach diesem Konzept, siehe Španiel et al. 2015, ist Odontarrhena alpestris (L.) Ledeb. der akzeptierte Name für diese Art.